# Гіперанестезія
Гіперанестезія — місцева або повна анестезія, досягнута при легкому гіпнотичному стані, що застосовується в альтернативній медицині. 
Увійти в цей стан можна після правильної підготовки без гіпнотичної індукції. 
Доктор Марія Шульц була піонером гіпнотичної аналгезії в Польщі. 